# Axylia tangens
Axylia tangens är en fjärilsart som beskrevs av Barend J. Lempke 1966. Axylia tangens ingår i släktet Axylia och familjen nattflyn. Inga underarter finns listade i Catalogue of Life.